# Khí hậu đô thị
Khí hậu ở khu vực đô thị khác với ở khu vực nông thôn lân cận, là kết quả của sự phát triển đô thị. Đô thị hóa làm thay đổi đáng kể hình thức của cảnh quan, và cũng tạo ra những thay đổi trong không khí của một khu vực.
Năm 1950, Sundke Sundborg đã công bố một trong những lý thuyết đầu tiên về khí hậu của các khu vực thành phố.

## Nhiệt độ
Việc sử dụng và chiếm dụng đất đô thị ngày càng tăng làm thay đổi trường nhiệt địa phương dẫn đến sự phát triển của đảo nhiệt đô thị. Đảo nhiệt đô thị là một hiện tượng mà nhiệt độ bề mặt và không khí tập trung ở khu vực thành thị hơn là các khu vực ngoại ô/nông thôn xung quanh. Năng lượng mặt trời được hấp thụ và sản xuất từ bức xạ mặt trời và hoạt động nhân tạo được phân vùng tương ứng: làm ấm không khí trên bề mặt thông qua sự đối lưu, làm bay hơi ẩm từ hệ thống bề mặt đô thị và lưu trữ nhiệt trong vật liệu bề mặt, như các tòa nhà và đường giao thông. Năng lượng mặt trời được lưu trữ vào ban ngày và thường được giải phóng vào ban đêm. vật liệu tối tạo nên các tòa nhà, đất không thấm nước và bề mặt lát đá giữ lại phần lớn năng lượng mặt trời. Điều này cho phép các đảo nhiệt lớn hơn và gia tăng sự khó chịu do nhiệt.  Phản xạ bề mặt ở khu vực thành thị có thể tác động đến nhiệt độ môi trường. Khi bề mặt thực vật tối và khô, nó có thể đạt tới 52 °C, trong khi đất sáng và ẩm, nó đạt tới 18 °C. Sự bay hơi nước thường giúp giải phóng năng lượng từ các bề mặt thực vật để làm mát bề mặt bên trên. Nhưng hầu hết các địa điểm điểm nóng có ít cây xanh ảnh hưởng đến sự hình thành các đảo nhiệt đô thị.  Các bề mặt nhân tạo tối hơn có năng suất suất phản chiếu và sinh nhiệt thấp hơn các bề mặt tự nhiên cho phép tăng tốc độ phản ứng quang hóa và hấp thụ bức xạ nhìn thấy được.  Hiện tượng này cũng có thể trở nên trầm trọng hơn khi con người giải phóng nhiệt thải thông qua hệ thống sưởi ấm và thông gió (ví dụ như máy điều hòa không khí) và khí thải.  Mở rộng các khu vực đô thị này có thể dẫn đến nhiệt độ bề mặt và không khí cao hơn góp phần vào khí hậu đô thị.

## Lượng mưa
Bởi vì khu vực thành phố ấm hơn, không khí nóng có nhiều khả năng tăng lên và nếu độ ẩm cao sẽ gây ra mưa đối lưu - những cơn mưa và cơn bão dữ dội ngắn. Các khu vực đô thị tạo ra các hạt bụi (đáng chú ý là bồ hóng) và chúng hoạt động như các hạt nhân hút ẩm khuyến khích sản xuất mưa. Do nhiệt độ ấm hơn nên có ít tuyết trong thành phố hơn các khu vực xung quanh.

## Gió
Tốc độ gió thường thấp hơn ở các thành phố so với nông thôn vì các tòa nhà đóng vai trò là rào cản (chắn gió). Mặt khác, những con đường dài với các tòa nhà cao tầng có thể đóng vai trò là các đường hầm gió - gió thổi xuống đường - và có thể là gió giật khi gió thổi qua các tòa nhà tròn (xoáy).

## Độ ẩm
Các thành phố thường có độ ẩm tương đối thấp hơn không khí xung quanh vì các thành phố nóng hơn và nước mưa ở các thành phố không thể được hấp thụ vào lòng đất để thoát ra không khí do bốc hơi, và sự thoát hơi nước không xảy ra do các thành phố có ít thảm thực vật. Dòng chảy bề mặt thường được đưa trực tiếp vào hệ thống nước thải ngầm và do đó biến mất khỏi bề mặt ngay lập tức. Hiểu rõ hơn về nhiệt độ đô thị và sự đóng góp và/hoặc mất hơi nước sẽ tiết lộ lý do độ ẩm tương đối thấp hơn trong các thành phố, đặc biệt là vì độ ẩm tương đối phụ thuộc vào sự thay đổi nhiệt độ.